# Brian Pippard
Sir Alfred Brian Pippard (* 7. September 1920 in Earls Court, London; † 21. September 2008 in Cambridge) war ein britischer Physiker.

## Leben und Werk
Pippard studierte am 'Clifton College' in Bristol. Der Betreuer seiner Promotion war David Shoenberg. Er war von 1971 bis 1984 Professor für Physik am Cavendish Laboratory und Ehrenmitglied der 'Clare Hall', Universität Cambridge,  deren erster Präsident er war.
Pippard war ein herausragender Festkörperphysiker und Tieftemperaturphysiker.
Er führte den Begriff der Köhärenzlänge im Supraleiter ein, indem er die London-Gleichungen nichtlokal formulierte (London-Pippard-Theorie). Diese Köhärenzlänge kann im Rahmen der BCS-Theorie mikroskopisch fundiert werden.
Er bewies die Existenz der Fermifläche in Metallen durch Reflexions- und Absorptionsmessungen von Mikrowellen an Kupfer.
Pippard war Autor verschiedener Lehrbücher und Monografien zur Thermodynamik, Festkörperphysik und Mechanik.
Er betreute die Promotion von Brian D. Josephson 1964, der für seine Arbeiten den Nobelpreis 1973 erhielt. 1970 wurde Pippard in die American Academy of Arts and Sciences gewählt.
Pippard war ein talentierter klassischer Pianist.

## Werke (Auswahl)
1. ↑  A. B. Pippard, Proc. Roy. Soc. (London), A 216, 547 (1953).
2. ↑  A. B. Pippard, Phil. Trans. Roy. Soc. A 250, 325 (1957).

- Elements of Classical Thermodynamics for Advanced Students of Physics, Cambridge University Press, 1957, ISBN 0521091012
- The dynamics of Conduction Electrons, Documents on Modern Physics, Gordon & Beach,  New York, 1965, ISBN 0677007256
- The Physics of Vibration, Cambridge University Press, 2007, ISBN 0521033330
- Magnetoresistance in metals, Cambridge University Press, 1989, ISBN 0521118808.